# アルドース-1-エピメラーゼ
アルドース-1-エピメラーゼ(Aldose 1-epimerase、EC 5.1.3.3)は、以下の化学反応を触媒する酵素である。
α-D-グルコース {\displaystyle \rightleftharpoons } β-D-グルコース
従って、この酵素の基質はα-D-グルコース、生成物はβ-D-グルコースである。
この酵素は、異性化酵素、特に炭化水素やその誘導体に作用するラセマーゼやエピメラーゼに分類される。この酵素の系統名は、アルドース-1-エピメラーゼである。また、ムタロターゼ(Mutarotase)やアルドースムタロターゼ(Aldose mutarotase)とも呼ばれる。この酵素は、解糖系と糖新生に関与している。

## 構造
2007年末時点で、23個の構造が解かれている。蛋白質構造データバンクのアクセスコードは、1L7J、1L7K、1LUR、1MMU、1MMX、1MMY、1MMZ、1MN0、1NS0、1NS2、1NS4、1NS7、1NS8、1NSM、1NSR、1NSS、1NSU、1NSV、1NSX、1NSZ、1SNZ、1SO0、1YGAである。